# Ярополк Изяславич (князь шумский)
Ярополк Изяславич (около 1143/1147 — 7 марта 1168) — князь шумский и бужский, сын Изяслава Мстиславича.
В 1159 году с братом Мстиславом Волынским участвовал в походе Ростислава Мстиславича Смоленского против Юрия Ярославича Туровского, в 1161 году против Изяслава Давыдовича.
С 1166 года женат на дочери Святослава Ольговича Черниговского Марии (1149—1189). По одной из версий у него был сын Василько (от неизвестного первого брака), в таком случае Ярополк должен был родиться ранее 1143 года. Дата рождения высчитана Д. Домбровским, исходя из предположения, что Василько является сыном не Ярополка Изяславича, а Ярополка Владимировича.